# Сражение при Капольне
Сражение при Капольне (венг. Kápolnai csata) — одно из сражений войны за независимость Венгрии 1848—1849 г.г., в ходе которого австрийские императорские войска фельдмаршала Виндишгреца нанесли поражение венгерской революционной армии генерала Дембинского. Сражение произошло 26—27 февраля 1849 года в северной Венгрии.
В середине февраля 1849 г. венгерский главнокомандующий генерал Дембинский сконцентрировал основную часть венгерской армии (36 000 человек и 136 орудий) у Мишкольца. Узнав о продвижении австрийской армии Виндишгреца (30 000 человек и 165 орудий), Дембинский решил остановить их на берегу реки Тарны. Выбранная позиция оказалась слишком далеко от основных сил венгерской армии, и к 26 февраля туда прибыли только около 17 тыс. человек. В составе венгерской армии воевали итальянские и польские добровольцы. 
Около полудня 26 февраля венгерский генерал Пельтенберг переправился через Тарну и в лесу у Альдебро завязал бой с австрийцами генерал-майора Коллоредо. Сначала ни одна из сторон не могла добиться решающей победы, но Коллоредо получил подкрепления, и Пельтенбергу пришлось отступить и переправиться через Тарну под австрийским огнём. Он разрушил мосты на реке, опустошил Альдебро и Фельдебро и отступил в направлении Керексенда. Австрийская армия заняла лес, но не пересекла Тарну и не заняла Альдебро и Фельдебро. Тем временем прибыл Дембинский и приказал Пельтенбергу вернуть свои части в две деревни, что на следующее утро тот и сделал. Ночью австрийцы Шлика без боя овладели проходом Сирок и подошли с севера к Верпеле, что ухудшило положение венгерской армии.
Сражение продолжилось 27 февраля. Австрийцы направили главный удар на Каполну, лежащую южнее Альдебро и Фельдебро, стремясь смять левый фланг венгров. Дембинский, в свою очередь, стремился организовать контрудар на севере, чтобы выбить Шлика из Верпеле. Клапка безуспешно пытался отбить деревню. Подошедший венгерский корпус Гёргея в течение трех часов отражал удар австрийцев на плато к востоку от Верпеле, но был вынужден отступить. В центре и на южном крыле Дембинский в 13:00 также решил прекратить бой и отдал приказ на отступление.
Потери венгров составили 1800 человек, в плен попало около 500–600 человек.
Венгерские войска были недовольны генералом Дембинским после поражения. На встрече в Тисафюреде 3 марта они вынудили присутствовавшего правительственного уполномоченного Берталана Семере отстранить польского генерала и вместо этого доверить верховное командование генералу Артуру Гёргею.